# Ruby Puryear Hearn
Ruby Louise Puryear Hearn (13 de abril de 1940) es una biofísica estadounidense, que ha dedicado su vida a políticas públicas de salud.

## Primeros años
Ruby Louise Puryear nació en Winston-Salem, Carolina del Norte, el 13 de abril de 1940. Posteriormente, su familia se trasladó a la zona de Atlanta.
Ruby asistió a la Universidad Skidmore/ Skidmore College, donde se especializó en bioquímica. En su año final de estudios, escribió al editor del periódico de su colegio criticando a la Asociación Nacional de Estudiantes por no apoyar la protesta de los estudiantes negros contra las tiendas de departamento Woolworth's.  Ella sobresalió como un excelente estudiante, galardonada frecuentemente en la lista de honor del decano y graduándose con los máximos honores en 1960. Ruby fue una de doce estudiantes de su clase que obtuvo educación superior.
Ruby se casó con Robert Hearn en diciembre de 1960, y tiene dos hijos.

## Carrera
Hearn estudio en la  Universidad de Yale, en donde obtuvo un Maestría en Ciencias y un Doctorado en biofísica. Su tesis de disertación se tituló “Parámetros Termodinámicos en el sistema RNase-S.” Ella fue miembro de la Corporación Yale de 1992 a1998.
Durante la década de los 1970, Hearn trabajó en programas de desarrollo para mejorar la salud de niños en riesgo.  En 1980 comenzó a trabajar en la fundación de  Robert Wood Johnson, la fundación filántropa más grande de Estados Unidos.
Hearn dedicó la mayoría de su carrera a la fundación, donde sus programas se enfocaron en “salud maternal, infantil y de los niños,; SIDA; abusos de sustancias; y educación médica para las minorías.” Desde 1983 hasta 2001, Hearn sirvió como Vicepresidente Senior de la Fundación Robert Wood Johnson. A partir de su retiro, ocupa el puesto de Vicepresidente Senior Emérita.
Hearn ha formado parte activa de varias juntas directivas y comités durante su vida.  En 1995, estuvo en el comité ejecutivo de la Junta Directiva de las Olimpiadas Especiales/ Special Olympics, juegos mundiales de verano. Hearn ha servido en la Junta Científica de la Administración de Comida y Alimentos n así como en el consejo de gobierno del Instituto de Medicina. Además ha servido en la junta de la Academia Nacional de Medicina/National Academy of Medicine sobre Niñez, Adolescencia y Familia. La Academia de Medicina de Nueva York/New York Academy of Medicine le otorgó a Hearn la medalla por servicio excepcional a la academia en 2015, después de 10 años de liderazgo en la Junta de Beneficiarios y tras avocar por el desarrollo del programa.